# Elisabeth Teige
Elisabeth Teige (geboren am 7. Dezember 1980 in Ålesund) ist eine norwegische Opernsängerin der Stimmlage Sopran. Sie steht an der Schwelle von der jugendlich-dramatischen Sopranistin zur Hochdramatischen.

## Leben und Werk
Ihre ersten musikalischen Schritte absolvierte sie als Schlagzeugerin in der Schulmusikkapelle. Sie sang auch Pop und Folk, bevor sie die Bandbreite der eigenen Stimme entdeckte. Nach dem Studium am Trondheimer Konservatorium besuchte sie die Norwegische Nationalakademie für Oper, die seit 1996 zur Kunsthochschule Oslo gehört. Danach war sie zwei Spielzeiten lang Mitglied des Nachwuchsprogramms an der Norwegischen Nationaloper. Sie entschloss sich, freiberuflich tätig zu sein, und konnte sich rasch als eines der größten Talente Skandinaviens im Klassikbetrieb etablieren. Ihr Repertoire ist bewusst sehr limitiert und beruhte anfangs auf vier zentralen Rollen, der Leonore in Beethovens Fidelio, zwei Wagner-Partien, Senta und Elsa, sowie der Cio-Cio-San in Puccinis Madama Butterfly. In fast allen Beschreibungen ihrer Stimme und Technik fehlen drei Aspekte nicht: die warme Klangfarbe, ihre intuitive Musikalität und die überzeugende Bühnenpräsenz. Als Paraderolle kann die Senta im Fliegenden Holländer angesehen werden, für die sie im November 2015 an der Oper Oslo „standing ovations“ erhielt und die sie in acht verschiedenen Produktionen sang – darunter an der Deutschen Oper Berlin und der Oper Frankfurt. In der Spielzeit 2018/19 gab es einige Rollendebüts, als Irene im Rienzi an der Deutschen Oper, in der Titelpartie von Puccinis Tosca am Badischen Staatstheater in Karlsruhe und ebendort auch als Brünnhilde in Loriots Der Ring an einem Abend. In der Spielzeit 2019/20 folgte als dritte Titelheldin von Puccini die eiskalte Prinzessin Turandot an der Deutschen Oper sowie Gastspiele in Dresden, Hamburg und Prag. Als nächste Schritte in Richtung Hochdramatischer Sopran sind die Sieglinde in der Walküre und in einer konzertanten Aufführung die Siegfried-Brünnhilde geplant, letztere mit den Belgrader Philharmonikern.
Elisabeth Teige hat bereits mit namhaften Dirigenten gearbeitet, darunter Michael Balke, Oleg Caetani, John Fiore, Ádám Fischer, Anton Grischanin, Julia Jones, Pier Giorgio Morandi, Benjamin Reiners, Evan Rogister, Alexander Soddy, Karl-Heinz Steffens, Otto Tausk, Pierre-André Valade und Sebastian Weigle. Sie wird als Gutrune in der Besetzungsliste für die Neuinszenierung des Ring des Nibelungen bei den Bayreuther Festspielen des Jahres 2020 aufgeführt. Diese Produktion, inszeniert von Valentin Schwarz und dirigiert von Pietari Inkinen, wurde COVID-19-bedingt auf das Jahr 2022 verschoben.
Seitdem hat sie bei den Bayreuther Festspielen auch die Elisabeth in der Oper Tannhäuser und der Sängerkrieg auf Wartburg gesungen, ebenso ihre Paraderolle Senta aus dem Fliegenden Holländer und die Freia in Das Rheingold.